# St. Johann am Wimberg
St. Johann am Wimberg (auch Sankt Johann am Wimberg) ist eine Gemeinde in Oberösterreich im Bezirk Rohrbach im oberen Mühlviertel mit 1022 Einwohnern (Stand 1. Jänner 2024). Die Gemeinde liegt im Gerichtsbezirk Rohrbach.

## Geographie
St. Johann am Wimberg liegt auf einer Höhe von 720 m ü. A. im Osten des Bezirks Rohrbach im oberen Mühlviertel. Bezogen auf die naturschutzfachliche Raumgliederung gehört der südwestliche Teil des Gemeindegebietes zur Raumeinheit Zentralmühlviertler Hochland, der nordöstliche Teil hingegen zur Raumeinheit Südliche Böhmerwaldausläufer. Die Ausdehnung beträgt von Nord nach Süd 7,3 und von West nach Ost 5,9 Kilometer, die Gesamtfläche umfasst 19,77 Quadratkilometer.
St. Johann am Wimberg liegt damit im Mittelfeld der Gemeinden des Bezirks. Mit 51 Einwohnern pro km² lag die Gemeinde 2013 wiederum im unteren Mittelfeld der Gemeinden des Bezirks. Das Gemeindegebiet erstreckt sich über eine durchschnittliche Höhe von 650 bis 750 Meter, wobei der Hansberg mit 850 Metern den höchsten Punkt der Gemeinde darstellt. Die niedrigste Stelle liegt mit rund 560 Metern an der nördlichen Gemeindegrenze.
2001 waren 29,5 Prozent der Gemeindefläche bewaldet, 66,5 Prozent der Fläche wurden landwirtschaftlich genutzt. Im Vergleich mit dem Bundesland Oberösterreich ist St. Johann am Wimberg damit deutlich weniger bewaldet als der Landesschnitt (Oberösterreich: 38,3 Prozent) bzw. besteht wesentlich mehr landwirtschaftliche Nutzfläche (Oberösterreich: 49,3 Prozent). Der Anteil sonstiger Nutzungen (Bauflächen, Gärten, Gewässer und anderes) liegt mit 4,0 Prozent deutlich hinter dem oberösterreichischen Durchschnitt von 13,8 Prozent.
Nachbargemeinden sind Helfenberg im Norden, St. Veit im Mühlkreis im Osten, Niederwaldkirchen im Süden, St. Ulrich im Mühlkreis im Südwesten und St. Peter am Wimberg im Westen.

### Geologie und Böden
Die Landschaft des Gemeindegebietes ist ein Teil der Böhmischen Masse die auf ein sehr altes Gebirge zurückgeht, dass durch die Variszische Gebirgsbildung im Paläozoikum (Karbon) entstand. Nach der starken Erodierung des ehemaligen Hochgebirges kam es während der Alpidischen Gebirgsbildung im Tertiär zur Aufhebung des kristallinen Grundgebirges um mehrere 100 Meter, wodurch Brüchen und Störungen entstanden. In weiterer Folge kam es im Tertiär und Quartär zur Ablagerung von Sedimenten, wodurch Hohlformen des Reliefs aufgefüllt und festes Gestein (überwiegend Granite und Gneise) nur noch auf den Höhen oder Flanken eingeschnittener Täler anstehen. Zurück blieb eine Rumpflandschaft mit flach-welligem Relief und sanften Hang- und Kuppenformen, wobei sich im Gemeindegebiet vom Hansberg über Haiden und Petersberg ein Rücken von Südost nach Nordwest zieht.
Das Ausgangsmaterial der Bodenbildung sind magmatische Gesteine wie Granite (Mauthausener und Weinsberger Granit), Ganggesteine (Pegmatite, Aplite usw.) und Hüllengesteine (Perlgneis, basische Mischgneise, Schiefergneise). Die Böden sind im Allgemeinen leicht, basenarm und sauer. Landwirtschaftliche Nutzflächen weisen meist mittelgründige, mäßig trockene bzw. tiefgründige und gut mit Wasser versorgte kalkfreie Böden aus Felsbraunerden aus feinkörnigem Silikatgestein (Mauthausener Granit, Perlgneis) oder aus grobkörnigem Silikatgestein (Weinsberger Granit
oder Porphyrgneis) auf. Die sandig-lehmigen Felsbraunerden sind dabei nur teilweise von einzelnen größeren Steinen durchsetzt. Auf Verebnungsflächen sind zudem pseudovergleyte Lockersediment-Braunerden und Reliktpseudogleye anzutreffen. Des Weiteren bestehen in Mulden und Gräben durch Grundwasser und Hangwasser beeinflusste vergleyte Lockersediment-Braunerden und Gleye. Zudem bestehen im Talbereich der Bäche kalkfreie Gley-Böden.

### Gewässer
Der Pesenbach entspringt im Westen des Gemeindegebietes und entwässert Richtung Südwesten. Im Norden des Gemeindegebietes bilden der Hummelmühlbach und der Bummermühlbach die wichtigsten Bachläufe. Der Hummelmühlbach entspringt nördlich von Haiden und verläuft danach nach Norden, wobei er kurzzeitig auch Teile der westlichen Gemeindegrenze bildet. Der Hummelmühlbach hat sich sehr tief in das Gelände eingeschnitten und hat steile bewaldete Flanken ausgebildet. Der Bummermühlbach bildet streckenweise die Nordostgrenze des Gemeindegebietes, wobei er linksseitig den Groißenbach, den Reiderbach und den Höhlbach aufnimmt. Die Fließgewässer des Gemeindegebietes sind naturnah ausgebildet und kaum reguliert Uferbegleitgehölze bestehen meist durchgehend, während natürliche Stillgewässer fehlen.

### Gemeindegliederung
Die Gemeinde besteht aus den beiden Katastralgemeinden Petersberg und St. Johann. Die Katastralgemeinde St. Johann liegt im Süden des Gemeindegebietes und umfasst 941,89 Hektar, die im Norden liegende Katastralgemeinde Petersberg weist eine Größe von 1035,29 Hektar auf. Insgesamt wird die Gemeinde in sechs Ortsteile gegliedert, wobei sich in der Katastralgemeinde St. Johann die Ortsteile Sankt Johann am Wimberg, Schlag und Sichersdorf befinden. St. Johann ist der Hauptort der Gemeinde. Er liegt im Zentrum des Gemeindegebietes an der Wimberger Bezirksstraße und gliedert sich in das Dorf St. Johann, die östlich gelegene Streusiedlung Pesenbach, den südlichen gelegenen Weiler Reindlsberg und die nördlich gelegene Rotte Haiden. Zudem gehören die Einzelhöfe bzw. Einöden Grundtaler, Töberl und Walchshof zu St. Johann. Insgesamt beherbergte der Ortsteil 2001 144 Gebäude, 26 Arbeitsstätten sowie 30 land- und forstwirtschaftliche Betriebe. Im Südwesten der Gemeinde liegt der Ortsteil Sichersdorf. Er besteht aus der Streusiedlung Sichersdorf 680 m ü. A. und der von Sichersdorf nordöstlich gelegenen Steusiedlung Schwarzmühle sowie den Einöden Habring, Kirschlag und Loizendorf. 2001 bestand der Ortsteil aus 33 Gebäuden, zwei Arbeitsstätten und 24 land- und forstwirtschaftlichen Betrieben. Der dritte Ortsteil in der Katastralgemeinde St. Johann Schlag liegt im äußersten Südosten des Gemeindegebietes. Die Streusiedlung Schlag 800 m ü. A. liegt an einer zur Wimberger Bezirksstraße parallel führenden Gemeindestraße, wobei auch die südlich gelegene Rotte Hansberg und die westlich an der Wimberger Bezirksstraße gelegene Rotte Holzhäuseln zu Schlag gezählt wird. Im Ortsteil Schlag befanden sich 2001 46 Gebäude, drei Arbeitsstätten und 14 land- und forstwirtschaftliche Betriebe. In der Katastralgemeinde Petersberg im Nordteil der Gemeinde liegen die drei Ortsteile Auhäuser, Penning und Petersberg. Der Ortsteil Petersberg liegt im Nordwesten des Gemeindegebietes und besteht aus der Streusiedlung Petersberg 750 m ü. A. an der westlichen Gemeindegrenze sowie verschiedenen Rotten, Weilern und Einöden. Umgeben ist Petersberg von der Einöde Wirzling, der Einöde Wurza, der Rotte Böschl, der Rotte Fraunschlag und dem Einzelhof (von Norden nach Südosten). Nordöstlich bzw. östlich von Wirzling liegen zudem die ebenfalls zum Ortsteil Petersberg gehörenden Rotten Viebach und Bummermühle, der Weiler Reid und die Einöde Kitzberg. Östlich von Frauenschlag des Weiteren der Einzelhof Parkfried. Insgesamt bestand der Ortsteil Petersberg 2001 aus 47 Gebäuden mit einer Arbeitsstätte und 32 land- und forstwirtschaftlichen Betrieben. Auch der Ortsteil Penning im Nordosten der Gemeinde besteht aus weit verstreuten Siedlungsteilen. Neben der Streusiedlung Penning 700 m ü. A. gehören die an der nordöstlichen Gemeindegrenze gelegenen Einöden Gassed und Groiß sowie die Rotte Ehrlinger zu Penning. Nördlich von Penning liegt zudem die Rotte Kattring, nordöstlich der Weiler Fürling, östlich die Einöde Mayrhof und südöstlich der Weiler Wolfsberg. Zu Penning gehörten 2001 49 Gebäude mit sechs Arbeitsstätten sowie 28 land- und forstwirtschaftliche Betriebe. Der kleinste Ortsteil der Gemeinde war Auhäuser, wobei sich der Großteil der Siedlung in der Nachbargemeinde Helfenberg befindet. Für Auhäuser wurden mit der Rotte Kitzmühle 2001 drei Gebäude und zwei land- und forstwirtschaftliche Betriebe in der Gemeinde St. Johann gezählt.
Das Gemeindegebiet umfasst folgende Ortschaften (in Klammern Einwohnerzahl Stand 1. Jänner 2024):
- Auhäuser (9)
- Penning (144)
- Petersberg (118)
- Sankt Johann am Wimberg (559)
- Schlag (81)
- Sichersdorf (111)

### Nachbargemeinden
|                         | Helfenberg                                  |                       |
| St. Peter am Wimberg    | Kompassrose, die auf Nachbargemeinden zeigt | St. Veit im Mühlkreis |
| St. Ulrich im Mühlkreis | Niederwaldkirchen                           |                       |

## Geschichte

### Ortsgeschichte
Ursprünglich unter der Lehnshoheit der Passauer Bischöfe, war der Ort während der Napoleonischen Kriege mehrfach u. a. von Bayern besetzt. Seit 1814 gehört der Ort endgültig zu Oberösterreich.
Nach dem Anschluss Österreichs an das Deutsche Reich am 13. März 1938 gehörte der Ort zum Gau Oberdonau. Nach 1945 erfolgte die Wiederherstellung Oberösterreichs.
Ursprünglich war die Gemeinde ab 1850 Teil des Gerichtsbezirks Neufelden, nach dessen Auflösung wurde sie jedoch per 1. Jänner 2003 dem Gerichtsbezirk Rohrbach zugeteilt.

## Kultur und Sehenswürdigkeiten

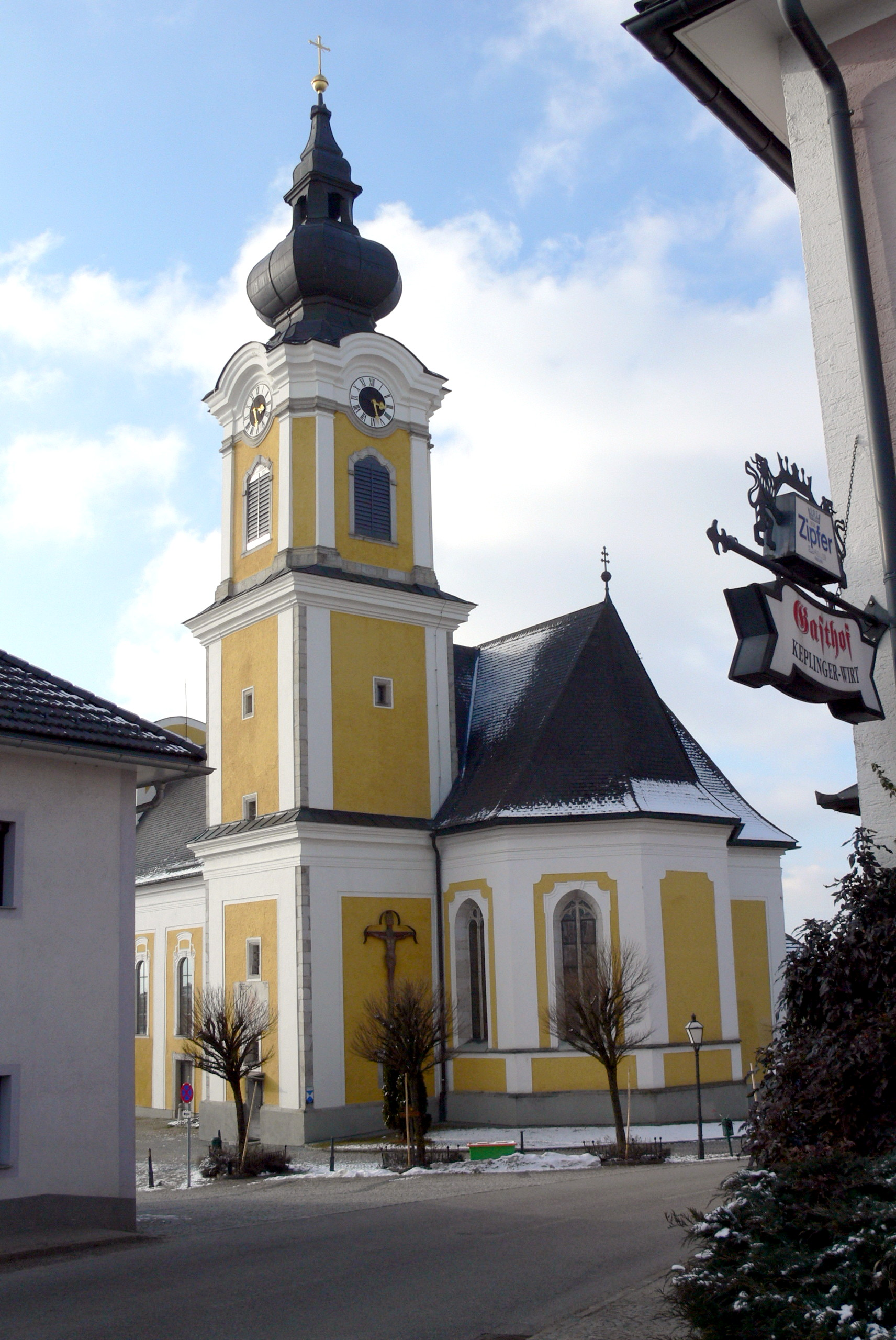
Pfarrkirche

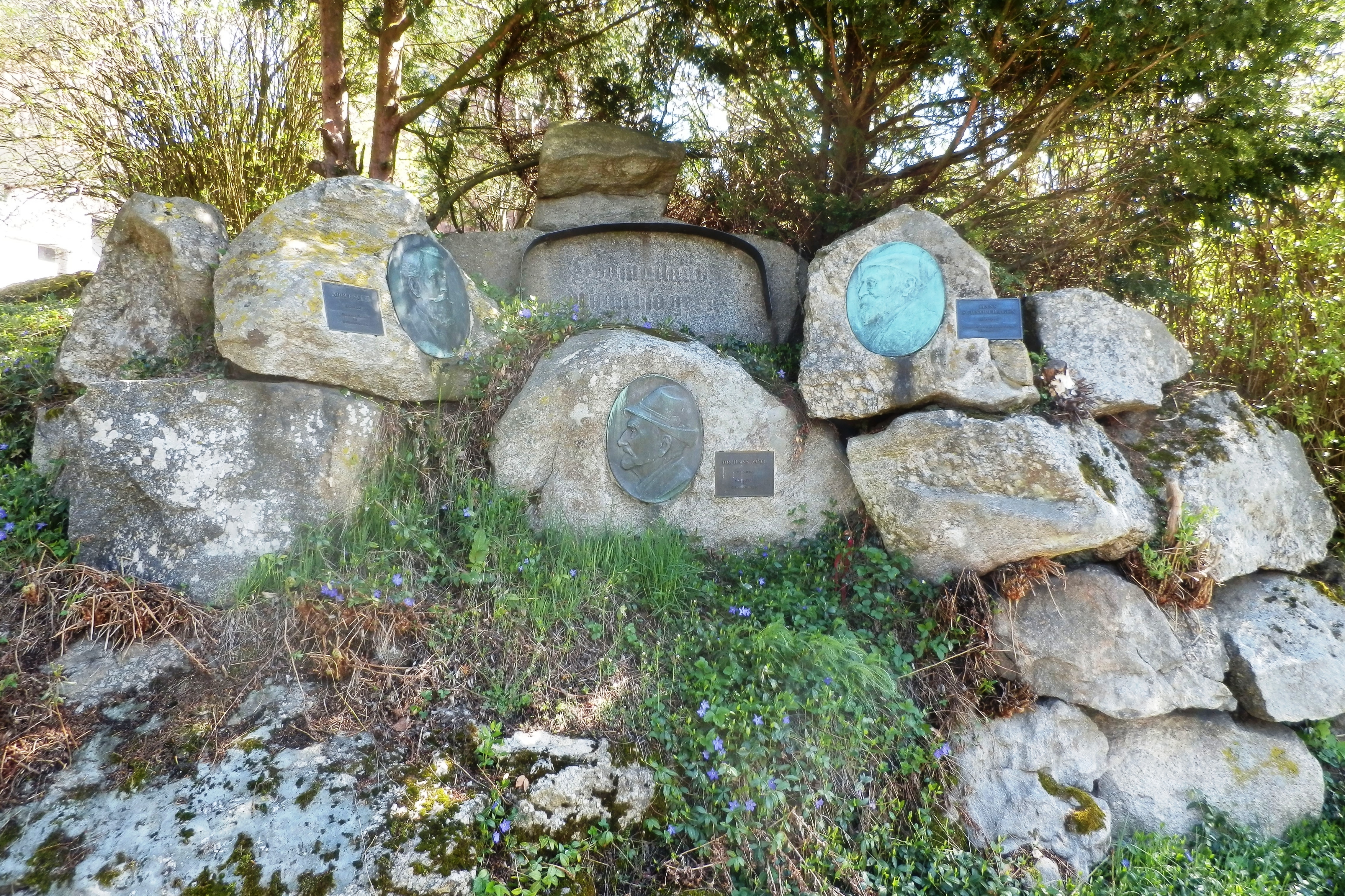
Schnopfhagendenkmal am Hansberg

- Pfarrkirche St. Johann am Wimberg: unter Denkmalschutz

### Naturdenkmäler
Auf der Spitze des Hansberg (850 m) steht das dem Komponisten der oberösterreichischen Landeshymne hoamatlond, Hans Schnopfhagen, gewidmete Schnopfhagen-Denkmal.

### Sport
Sankt Johann am Wimberg verfügt über einen Schlepplift am Hansberg, der von der SSU St. Johann gepflegt wird.
Der Lifthang verfügt über drei Schneekanonen und elf Beschneiungslanzen Es gibt einen Schlepplift und ein Kinderland mit zwei Zauberteppichen und einem Seil-Lift.
Die kenianisch-österreichische Skirennläuferin Sabrina Simader ist in St. Johann am Wimberg aufgewachsen, lernte hier Skifahren und wurde im Alter von 10 Jahren erstmals Vereinsmeisterin des örtlichen Skiklubs. Danach erzielte sie zahlreiche nationale und internationale Erfolge und gab ihr Debüt im alpinen Skiweltcup 2016/17. Als erste gebürtige Kenianerin trat sie bei den alpinen Skiweltmeisterschaften 2017 in St. Moritz an.

### Regelmäßige Veranstaltungen
- Musikball (Musikverein St. Johann)
- Waterslide (Landjugend St. Johann)
- Hansberg Radspektakel (Sportverein St.Johann)

## Wirtschaft und Infrastruktur

### Verkehr
Wichtigste Straßenverbindung auf dem Gemeindegebiet ist die Wimberg Bezirksstraße (L 1514). Sie erreicht das Gemeindegebiet von der Nachbargemeinde St. Veit im Mühlkreis kommend im Süden und verläuft nach Norden über die Ortsteile Schlag, St. Johann und Haiden, bevor sie nach Westen abbiegt und die Gemeinde Richtung St. Peter am Wimberg verlässt. Die Straße stellt dabei eine Verbindung zwischen der Haslacher Bezirksstraße (L 1512) und der Hansbergstraße (L 1511) her. Lediglich im Nordosten des Gemeindegebietes durchläuft zudem auf einem kurzen Stück die Hansberg Landesstraße (L 581) die Gemeinde. Die Straße führt von Waxenberg bis Helfenberg und mündet dort in die Rohrbacher Straße (B 38).

## Politik

### Gemeinderat
Der Gemeinderat als oberstes Gremium der Gemeinde umfasst 13 Sitze und wird alle sechs Jahre im Zuge oberösterreichweiter Gemeinderatswahlen gewählt. Der Gemeindevorstand setzt sich aus drei Mitgliedern zusammen.
Stärkste Fraktion im Gemeinderat von St. Johann am Wimberg ist seit jeher die ÖVP, die in der Zeit seit 1945 immer die absolute Stimmen- und Mandatsmehrheit erzielte bzw. bis 1991 immer auch über eine Zweidrittelmehrheit verfügte. 1955 erreichte die ÖVP als einzige kandidierende Partei sogar 100 Prozent der Stimmen. Zweitstärkste Partei im Gemeinderat von St. Johann am Wimberg war seit 1945 überwiegend die Sozialdemokratische Partei Österreichs (SPÖ), sie trat bis auf das Jahr 1955 bei jeder Wahl an und konnte zwischen 7,6 Prozent (1945) und 37,1 Prozent (2003) erreichen. Vor 1985 lag die SPÖ dabei zwischen 7,6 und 15,1 Prozent, danach erzielte sie zwischen 13,1 und 37,1 Prozent. Die Freiheitliche Partei Österreichs (FPÖ) trat erstmals bei der Gemeinderatswahl 1991 in der Gemeinde an, konnte damals jedoch kein Mandat erzielen.
| - Mit den Gemeinderats- und Bürgermeisterwahlen in Oberösterreich 1997 hatte der Gemeinderat folgende Verteilung: 9 ÖVP und 4 SPÖ. - Mit den Gemeinderats- und Bürgermeisterwahlen in Oberösterreich 2003 hatte der Gemeinderat folgende Verteilung: 8 ÖVP und 5 SPÖ. - Mit den Gemeinderats- und Bürgermeisterwahlen in Oberösterreich 2009 hatte der Gemeinderat folgende Verteilung: 9 ÖVP, 2 SPÖ und 2 andere. - Mit den Gemeinderats- und Bürgermeisterwahlen in Oberösterreich 2015 hatte der Gemeinderat folgende Verteilung: 7 ÖVP, 4 FPÖ und 2 SPÖ. - Mit den Gemeinderats- und Bürgermeisterwahlen in Oberösterreich 2021 hat der Gemeinderat folgende Verteilung: 6 ÖVP, 5 SPÖ und 2 FPÖ. | Hier fehlt eine Grafik, die leider im Moment aus technischen Gründen nicht angezeigt werden kann. Wir arbeiten daran! |

### Bürgermeister
Der Bürgermeister wird seit 1997 in einer Direktwahl bestimmt, wobei es bei keiner absoluten Mehrheit für einen Kandidaten zu einer Stichwahl kommt. Die erste Direktwahl konnte Albert Stürmer (ÖVP) mit 55,5 Prozent gegen den Kandidaten der SPÖ für sich entscheiden. Auch 2003 fiel das Ergebnis mit 57,4 Prozent im Vergleich zur Gemeinderatswahl gegen den Kandidaten der SPÖ knapp aus. 2009 erreichte Stürmer jedoch 75,9 Prozent, wobei der Kandidat der Bürgerliste gegen ihn kandidierte.
Bürgermeister seit 1850:
| Amtszeit  | Name                | Amtszeit  | Name             |
| --------- | ------------------- | --------- | ---------------- |
| 1850–1861 | Leopold Leibetseder | 1929–1934 | Josef Kepplinger |
| 1861–1864 | Michael Hinterhölzl | 1934–1938 | Josef Neumüller  |
| 1864      | Franz Simader       | 1938–1945 | Johann Anderl    |
| 1864–1866 | Mathias Kitzmüller  | 1945–1967 | Alois Wolfmayr   |
| 1866–1867 | Franz Simader       | 1967–1973 | Johann Anderl    |
| 1867–1872 | Mathias Kitzmüller  | 1973–1985 | Wilhelm Winkler  |
| 1872–1873 | Georg Frauscher     | 1985–1997 | Josef Radler     |
| 1873–1884 | Mathias Kitzmüller  | 1997–     | Albert Stürmer   |
| 1884–1894 | Georg Neumüller     |           |                  |
| 1894–1898 | Anton Pötscher      |           |                  |
| 1898–1900 | Johann Neundlinger  |           |                  |
| 1900–1919 | Anton Pötscher      |           |                  |
| 1919–1929 | Josef Wolkerstorfer |           |                  |

### Sonstige Wahlen
Wie bei Gemeinderatswahlen dominiert die ÖVP auch bei Landtagswahlen in der Gemeinde, wenngleich die Dominanz der Volkspartei zurückgegangen ist. Dennoch konnte die ÖVP seit 1945 immer stimmenstärkste Partei werden, vor 1997 verfügte sie sogar über eine Dreiviertelmehrheit. Ihr bestes Ergebnis erreichte die ÖVP im Jahr 1945 mit 92,2 Prozent, in der Folge konnte sie Stimmenanteil zwischen 1949 und 1985 zwischen 82,2 und 88,8 Prozent verzeichnen. Danach ging der Stimmenanteil der ÖVP jedoch nahezu sukzessive auf knapp über 60 Prozent zurück. Zweitstärkste Partei war bei Landtagswahlen immer die SPÖ, die Wahlergebnisse zwischen 7,6 und 28,4 Prozent für sich verbuchen konnte. Ihr bestes Ergebnis hatte die SPÖ dabei 2003, ihr schlechtestes 1945. Drittstärkste Partei war überwiegend die FPÖ, die 1949 als WdU zunächst 8 Prozent erreichte, in der Folge bis 1985 aber immer unter drei Prozent blieb. Seit 1991 kam die FPÖ aber auf Ergebnisse zwischen 5,9 und 14,6 Prozent. Bei der letzten Landtagswahl 2009 kam die ÖVP mit 62,0 Prozent und ihrem bisher zweitschlechtesten Ergebnis auf den ersten Platz. Die SPÖ kam nur noch auf 10,5 Prozent und musste damit rund 18 Prozent ihrer Stimmenanteile von 2003 abgeben. Die FPÖ erreichten mit 14,6 Prozent ebenso wie die Grünen ihr bisher bestes Ergebnis, wobei die Grünen auf 8,1 Prozent kamen.

### Wappen
Das Gemeindewappen wurde der Gemeinde St. Johann am Wimberg am 2. April 1984 durch einen Beschluss der oberösterreichischen Landesregierung verliehen. Der Gemeinderat hatte zuvor am 20. Jänner 1984 das Wappen und die Gemeindefarben (Rot-Gelb-Blau) beschlossen, wobei auch die Gemeindefarben durch den Beschluss der Landesregierung genehmigt wurden. Die Blasonierung des Wappens lautet: Von Blau, Rot und Silber durch Göppelschnitt geteilt; rechts ein silbernes Mühlrad, links ein goldener Taufstein, bestehend aus Säulenbasis, Säule, gewölbter Schale und gewölbtem Deckel, oben besteckt mit einem lateinischen Kreuz. Das Wappen nimmt in seiner Symbolik Bezug auf den Wasserreichtum und die Pfarrkirche der Gemeinde. Das Wasserrad erinnert dabei an die sieben Mühlen, die einst in der Gemeinde in Betrieb waren. Der Taufstein charakterisiert wiederum das frühere Patrozinium des Johannes des Täufers der Pfarrkirche von St. Johann. Gestaltet wurde das Wappen von Josef Radler.